# Pierluigi Martini
Pierluigi Martini, detto Piero (Lugo, 23 aprile 1961), è un ex pilota automobilistico italiano.
Ha partecipato a 118 Gran Premi di Formula 1, di cui ben 102 con la scuderia Minardi: a lui sono legati i migliori momenti della squadra faentina. Ha inoltre vinto una 24 Ore di Le Mans.

## Carriera

### Debutto in Formula 1 con Minardi (1984-1985)
1984
Dopo essersi aggiudicato il Campionato Europeo di Formula 3 nel 1983 non riuscì, però, a trovare un volante per entrare in Formula 1, nonostante nello stesso avesse disputato diversi test al volante della Brabham e fosse molto gradito dallo sponsor principale del team, la Parmalat, già suo sponsor nella stagione di Formula 3. Calisto Tanzi voleva infatti un pilota italiano giovane da affiancare a Nelson Piquet, mentre il proprietario della squadra Bernie Ecclestone voleva Ayrton Senna. A seguito di un test dove riuscì a stare davanti al pilota brasiliano di un decimo venne scartato comunque e il sedile andò a Teo Fabi. 
Soltanto l'anno successivo, al Gran Premio d'Italia la Toleman lo assunse per sostituire Ayrton Senna, sospeso dalla scuderia per un gran premio. Non riuscì a qualificarsi per la gara a causa di un problema alla turbina che lo penalizzò il venerdì e il sabato. A fine stagione venne contattato da Gian Carlo Minardi che aveva pianificato il debutto di una sua squadra nella massima serie per il 1985. Il pilota avrebbe dovuto essere Alessandro Nannini, ma gli venne rifiutata la superlicenza dalla FISA. Martini e Minardi si accordarono quindi per disputare la stagione successiva.
1985

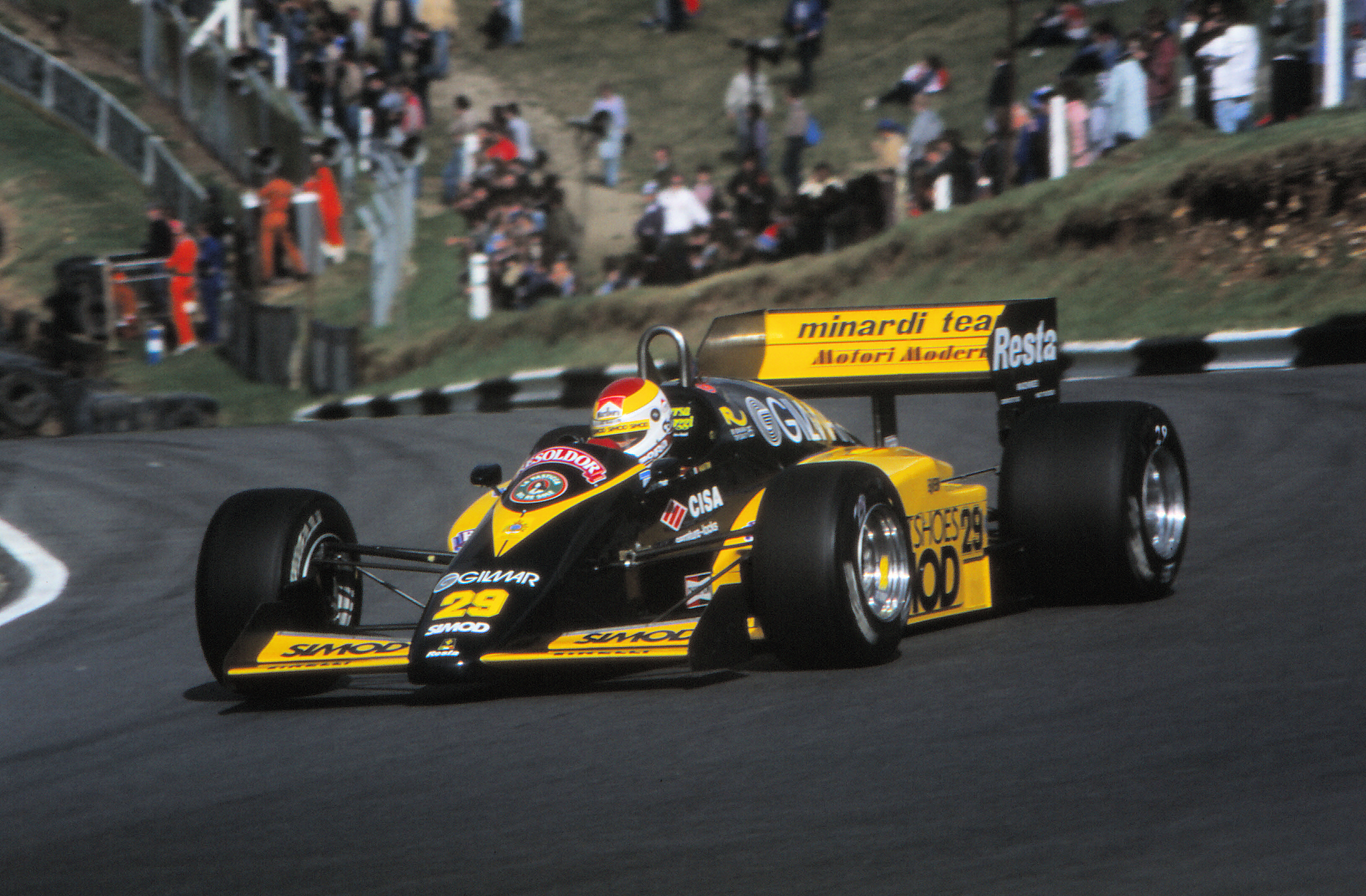
Martini alla guida della Minardi M185 nel Gran Premio d'Europa 1985

Nel 1985 iniziò quindi la sua lunga collaborazione con la Minardi in Formula 1, rifiutando un'offerta di contratto della Toleman. La stagione di esordio si prospettò però difficile: l'Alfa Romeo avrebbe dovuto mettere a disposizione della Minardi i propri motori, ma a poche settimane dall'inizio del campionato l'accordo non si concretizzò. Essendo ormai impossibile riprogettare la vettura, per le prime gare venne utilizzato un Ford Cosworth DFY per poi optare, a partire dal Gran Premio di San Marino, per la fornitura della Motori Moderni di Carlo Chiti. Inoltre la Minardi M185 era una vettura caratterizzata da un telaio pesante e con componenti ormai obsolete. Anni dopo, in un'intervista, lo stesso Martini affermò che gli scarsi risultati ottenuti erano dovuti principalmente al propulsore, che impediva anche lo sviluppo della monoposto. Nonostante le difficoltà, Martini si comportò in maniera dignitosa, mancando la qualifica solo a Monaco; giunse al traguardo solo tre volte, ottenendo come miglior risultato un ottavo posto in Australia, mentre in qualifica il risultato migliore fu il 19º posto nei Gran Premi di Sudafrica e San Marino.
Terminata la stagione, però, Martini rimase senza contratto e, non avendo alcuna possibilità di continuare in Formula 1, dovette momentaneamente abbandonare la massima serie.

### Passaggio in Formula 3000
Si accordò quindi con il team Pavesi Racing, con cui aveva già corso in Formula 3, per disputare il campionato di Formula 3000. La scelta di Martini fu dettata dal solido rapporto con la squadra, con cui vi era già una conoscenza reciproca e una forte fiducia. La stagione, nel complesso, si rivelò molto buona: Martini vinse tre gare e chiuse secondo, a soli due punti dal vincitore Ivan Capelli. Il pilota ritrovò quindi entusiasmo e maggiore fiducia nelle sue capacità.
La stagione successiva, si rivelò invece estremamente deludente: Martini ottenne solamente due piazzamenti a punti e non andò oltre un secondo posto a Pergusa. In campionato chiuse undicesimo e decise quindi di passare alla First Racing per il 1988. 
Con la squadra di Lamberto Leoni, Martini ritrovò una buona competitività, ottenendo un'altra vittoria e chiudendo il campionato al quarto posto. Contemporaneamente, dopo aver ottenuto un contratto dalla Minardi come collaudatore, alternò gli impegni in Formula 3000 con quelli in Formula 1, dato che a partire dal Gran Premio degli Stati Uniti venne chiamato a sostituire Adrián Campos.

### Il ritorno in Formula 1

#### Gli anni in Minardi (1988-1991)
1988
Ritornò alla Minardi nel 1988 con un contratto da collaudatore. Il licenziamento di Adrián Campos consentì a Martini di divenire il secondo pilota della scuderia e subito al suo rientro, nel Gran Premio degli Stati Uniti, conquistò il primo punto iridato per sé e per la squadra, nonostante le poche prove eseguite nei mesi precedenti. Nonostante il risultato avesse portato entusiasmo all'interno della squadra, nel prosieguo del campionato le prestazioni non migliorarono e il progettista Giacomo Caliri venne sostituito da Aldo Costa e Gabriele Tredozi. Martini comunque riuscì spesso ad ottenere tempi migliori del compagno di squadra Luis Pérez-Sala e sfiorò di nuovo la zona punti in Australia, guadagnandosi la riconferma per la stagione successiva.
1989

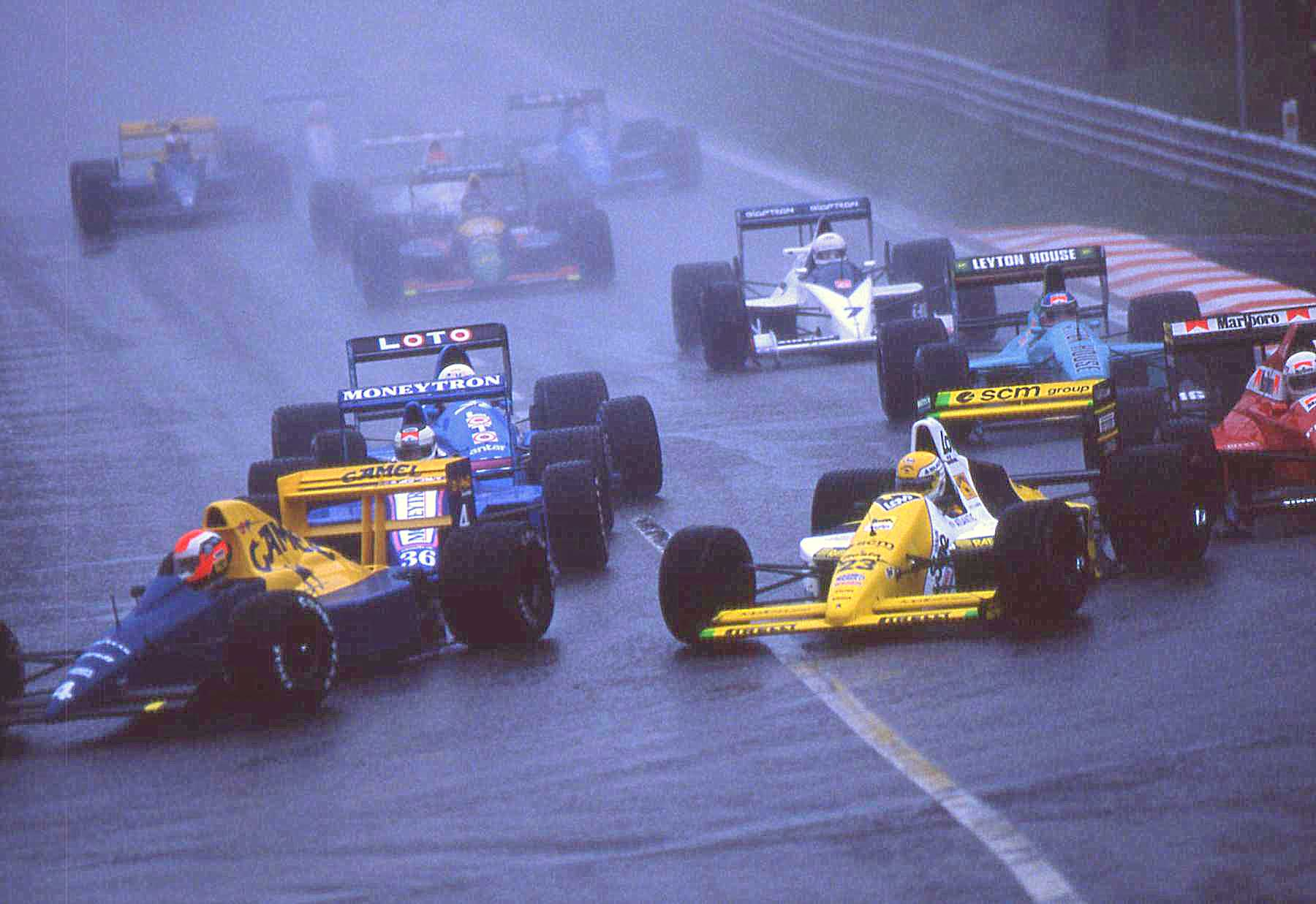
La Minardi n. 23 di Martini durante le fasi iniziali del Gran Premio del Belgio 1989, concluso al nono posto.

Per le prime gare del 1989 la Minardi utilizzò la vettura dell'anno precedente, nell'attesa di poter schierare la nuova M189. Inizialmente, però, la M189 soffrì di problemi di affidabilità e Martini collezionò una lunga serie di ritiri. Al Gran Premio di Gran Bretagna ottenne il suo primo risultato utile, concludendo al quinto posto, proprio davanti al compagno di squadra Pérez-Sala. Questo evitò al team di dover disputare le prequalifiche nella seconda parte della stagione.
I progressi della vettura, unitamente a quelli delle gomme Pirelli, che serviva la Minardi come squadra di punta e con cui vi era una proficua collaborazione, permisero a Martini di ottenere alcuni buoni piazzamenti; al Gran Premio del Portogallo, fu in grado di qualificarsi quinto e, per l'unica volta nella storia del team, si portò in testa alla gara anche se solo per un giro, concludendo la corsa in quinta posizione. A Jerez il pilota romagnolo si qualificò quarto, ma in gara fu costretto al ritiro per un'uscita di pista e si ruppe una costola cadendo dal camion della squadra. Dovette quindi saltare l'appuntamento in Giappone, venendo sostituito da Paolo Barilla. Al suo ritorno piazzò la sua Minardi in terza posizione lungo la griglia del Gran Premio d'Australia, ma la corsa venne disputata in condizioni di bagnato estremo e la resa delle Pirelli in queste condizioni fu molto precaria, costringendolo ad accontentarsi della sesta piazza. Concluse quindi il campionato al quattordicesimo posto con cinque punti ottenuti.
1990

La squadra posa con la nuova M190 al Gran Premio di San Marino 1990. Martini è il primo a sinistra

Il 1990 si aprì per Martini con la conquista della prima fila al Gran Premio degli Stati Uniti, suo miglior risultato di sempre in qualifica. In gara, però, non andò oltre il settimo posto, a causa di un misterioso problema di bilanciamento. Durante le qualifiche della corsa di Imola, corse con lo stesso telaio usato a Phoenix, fu protagonista di un incidente al seguito del quale la sua vettura, a causa di una cricca nel telaio presente fin dalla gara statunitense, si spezzò in due parti e il pilota riportò la rottura del malleolo, costringendolo a saltare la gara. Nonostante, poi, gli fossero state prescritte circa quattro settimane di prognosi, fu autore di un grande recupero fisico presentandosi regolarmente al Gran Premio di Monaco, in cui riuscì a qualificarsi ottavo, con la nuova M190. 
La vettura si rivelò, però, nel complesso deludente, con un telaio rigido e pesante, a cui si aggiunse una minor competitività delle coperture Pirelli rispetto alla stagione precedente. Pirelli, a differenza dell'anno precedente, privilegiò la Tyrrell come propria squadra di riferimento per lo sviluppo degli pneumatici a scapito della Minardi.
Martini, nonostante fosse stato spesso autore di prestazioni migliori dei compagni di squadra Paolo Barilla e Gianni Morbidelli, non riuscì dunque a cogliere alcun punto utile.
1991
Per il 1991 la Minardi strinse quindi un accordo per la fornitura dei motori con la Ferrari. Nonostante le elevate aspettative, Martini conquistò due quarti posti ad Imola e all'Estoril, che, in termini di risultati, rappresentarono la sua miglior stagione. Martini evidenziò, però, come i motori Ferrari fossero programmati per vetture con un cambio semi-automatico, di cui la Minardi non disponeva e spesso davano problemi con la frizione.
Durante l'anno, Martini aveva firmato un precontratto per correre con la Ferrari per il 1992, ma l'indebolimento della posizione di Piero Ferrari nella gestione della squadra fece saltare il suo passaggio alla squadra di Maranello e dovette accasarsi alla Scuderia Italia.

#### Tra Dallara e Minardi (1992-1995)
1992

Martini, Badoer, Morbidelli e Fisichella nel 1995, in occasione di un test a Fiorano per la Scuderia Ferrari.

Per il 1992 Martini passò alla Scuderia Italia, credendo di poter disporre di un mezzo più competitivo, ma i risultati sono inferiori alle aspettative. Riuscì infatti a cogliere solo due sesti posti durante l'anno e a fine stagione terminò la sua esperienza con il team.
1993-1995
A metà campionato 1993 torna alla Minardi e vi resterà fino a metà campionato 1995, raccogliendo qualche rado piazzamento. Il Gp di Germania del 1995 rappresenta la sua ultima gara in F1.

## Risultati completi

### Formula 1
| 1984 | Scuderia | Vettura |  |  |  |  |  |  |  |  |  |  |  |  |  |    |  |  |  | Punti | Pos. |
| ---- | -------- | ------- |  |  |  |  |  |  |  |  |  |  |  |  |  | -- |  |  |  | ----- | ---- |
| 1984 | Toleman  | TG184   |  |  |  |  |  |  |  |  |  |  |  |  |  | NQ |  |  |  | 0     |      |

| 1985 | Scuderia | Vettura |     |     |     |    |     |     |     |     |    |     |     |     |    |     |     |   |  | Punti | Pos. |
| ---- | -------- | ------- | --- | --- | --- | -- | --- | --- | --- | --- | -- | --- | --- | --- | -- | --- | --- | - |  | ----- | ---- |
| 1985 | Minardi  | M185    | Rit | Rit | Rit | NQ | Rit | Rit | Rit | Rit | 11 | Rit | Rit | Rit | 12 | Rit | Rit | 8 |  | 0     |      |

| 1988 | Scuderia | Vettura |  |  |  |  |  |   |    |    |    |     |    |     |     |     |    |   |  | Punti | Pos. |
| ---- | -------- | ------- |  |  |  |  |  | - | -- | -- | -- | --- | -- | --- | --- | --- | -- | - |  | ----- | ---- |
| 1988 | Minardi  | M188    |  |  |  |  |  | 6 | 15 | 15 | NQ | Rit | NQ | Rit | Rit | Rit | 13 | 7 |  | 1     | 17º  |

| 1989 | Scuderia | Vettura      |     |     |     |     |     |     |     |   |   |     |   |   |   |     |  |   |  | Punti | Pos. |
| ---- | -------- | ------------ | --- | --- | --- | --- | --- | --- | --- | - | - | --- | - | - | - | --- |  | - |  | ----- | ---- |
| 1989 | Minardi  | M188B e M189 | Rit | Rit | Rit | Rit | Rit | Rit | Rit | 5 | 9 | Rit | 9 | 7 | 5 | Rit |  | 6 |  | 5     | 15º  |

| 1990 | Scuderia | Vettura      |   |   |    |     |     |    |     |     |     |     |    |     |    |     |   |    |  | Punti | Pos. |
| ---- | -------- | ------------ | - | - | -- | --- | --- | -- | --- | --- | --- | --- | -- | --- | -- | --- | - | -- |  | ----- | ---- |
| 1990 | Minardi  | M189B e M190 | 7 | 9 | NP | Rit | Rit | 12 | Rit | Rit | Rit | Rit | 15 | Rit | 11 | Rit | 8 | 11 |  | 0     |      |

| 1991 | Scuderia | Vettura |   |     |   |    |   |     |   |   |     |     |    |     |   |    |     |     |  | Punti | Pos. |
| ---- | -------- | ------- | - | --- | - | -- | - | --- | - | - | --- | --- | -- | --- | - | -- | --- | --- |  | ----- | ---- |
| 1991 | Minardi  | M191    | 9 | Rit | 4 | 12 | 7 | Rit | 9 | 9 | Rit | Rit | 12 | Rit | 4 | 13 | Rit | Rit |  | 6     | 11º  |

| 1992 | Scuderia        | Vettura |     |     |     |   |   |     |   |    |    |    |     |     |   |     |    |     |  | Punti | Pos. |
| ---- | --------------- | ------- | --- | --- | --- | - | - | --- | - | -- | -- | -- | --- | --- | - | --- | -- | --- |  | ----- | ---- |
| 1992 | Scuderia Italia | 192     | Rit | Rit | Rit | 6 | 6 | Rit | 8 | 10 | 15 | 11 | Rit | Rit | 8 | Rit | 10 | Rit |  | 2     | 16º  |

| 1993 | Scuderia | Vettura |  |  |  |  |  |  |  |  |     |    |     |     |   |   |    |     |  | Punti | Pos. |
| ---- | -------- | ------- |  |  |  |  |  |  |  |  | --- | -- | --- | --- | - | - | -- | --- |  | ----- | ---- |
| 1993 | Minardi  | M193    |  |  |  |  |  |  |  |  | Rit | 14 | Rit | Rit | 7 | 8 | 10 | Rit |  | 0     |      |

| 1994 | Scuderia | Vettura      |   |     |     |     |   |   |   |    |     |     |   |     |    |    |     |   |  | Punti | Pos. |
| ---- | -------- | ------------ | - | --- | --- | --- | - | - | - | -- | --- | --- | - | --- | -- | -- | --- | - |  | ----- | ---- |
| 1994 | Minardi  | M193B e M194 | 8 | Rit | Rit | Rit | 5 | 9 | 5 | 10 | Rit | Rit | 8 | Rit | 12 | 15 | Rit | 9 |  | 4     | 21º  |

| 1995 | Scuderia | Vettura |    |     |    |    |   |    |     |   |     |  |  |  |  |  |  |  |  | Punti | Pos. |
| ---- | -------- | ------- | -- | --- | -- | -- | - | -- | --- | - | --- |  |  |  |  |  |  |  |  | ----- | ---- |
| 1995 | Minardi  | M195    | NP | Rit | 12 | 14 | 7 | 12 | Rit | 7 | Rit |  |  |  |  |  |  |  |  | 0     |      |

| Legenda | 1º posto     | 2º posto | 3º posto    | A punti         | Senza punti/Non class.  | Grassetto – Pole position Corsivo – Giro più veloce |
| Legenda | Squalificato | Ritirato | Non partito | Non qualificato | Solo prove/Terzo pilota | Grassetto – Pole position Corsivo – Giro più veloce |

### GP Masters
| Anno | Scuderia        | 1     | 2     | 3     | 4     | Punti | Posizione |
| ---- | --------------- | ----- | ----- | ----- | ----- | ----- | --------- |
| 2006 | Global/Motorola | QAT 6 | ITA C | GBR 7 | KYA C | /     | /         |

### Dopo la Formula 1

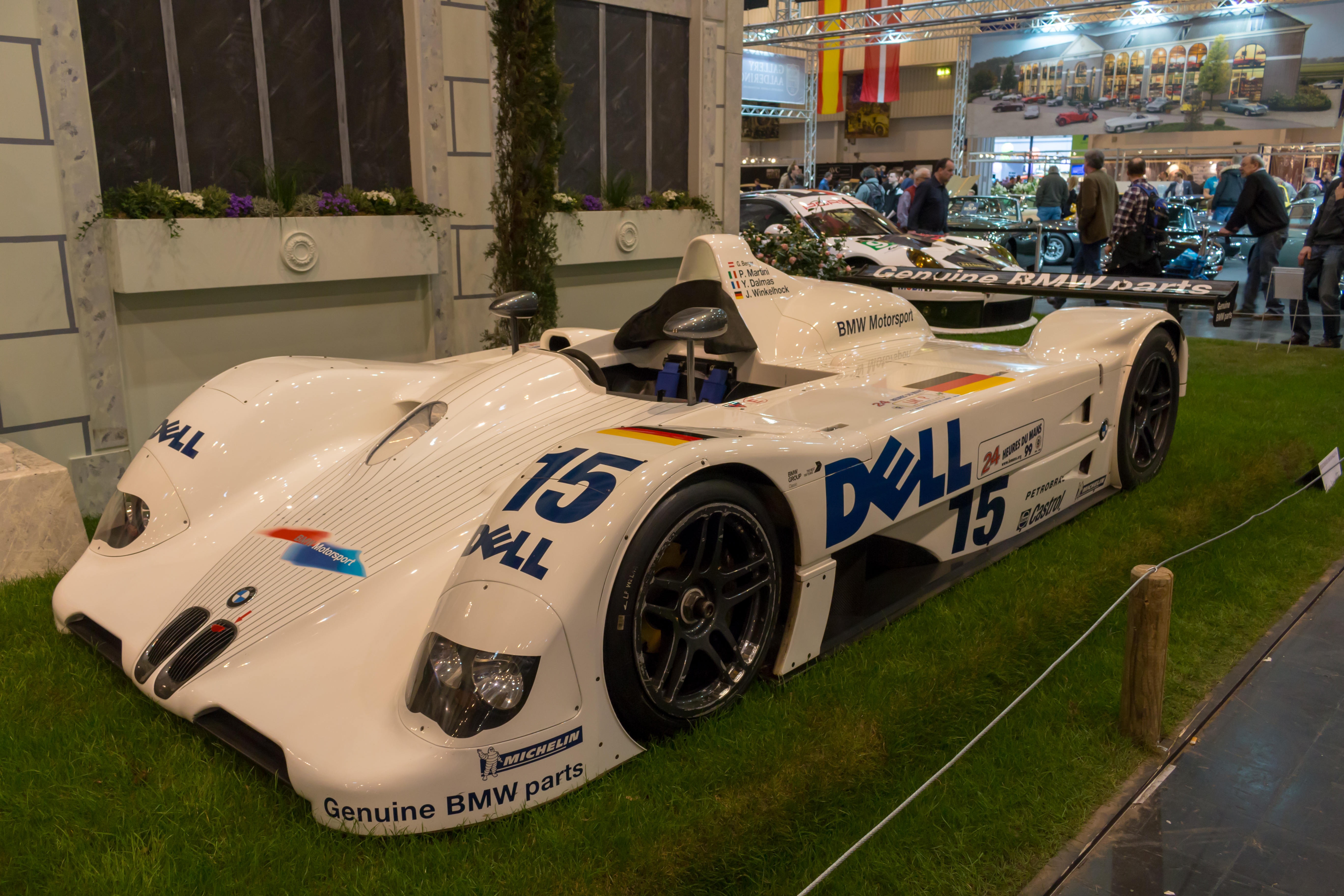
La BMW V12 LMR con cui Martini, in squadra con Dalmas e Winkelhock, vinse la 24 Ore di Le Mans 1999.

Trionfò alla 24 Ore di Le Mans 1999 al volante di una BMW V12 LMR, insieme a Yannick Dalmas e Joachim Winkelhock. Dopo aver gareggiato nel campionato Grand Prix Masters, prese parte alle Superstars Series 2009 classificandosi quinto e conquistando il titolo di migliore rookie.
A partire dall'inizio del III millennio cominciò poi a prendere parte attivamente alla gestione dell'impresa di famiglia. Dal 2006 gestisce con la moglie una gelateria ad Imola.